# Технофэнтези
Любая достаточно развитая технология неотличима от магии.Артур Кларк

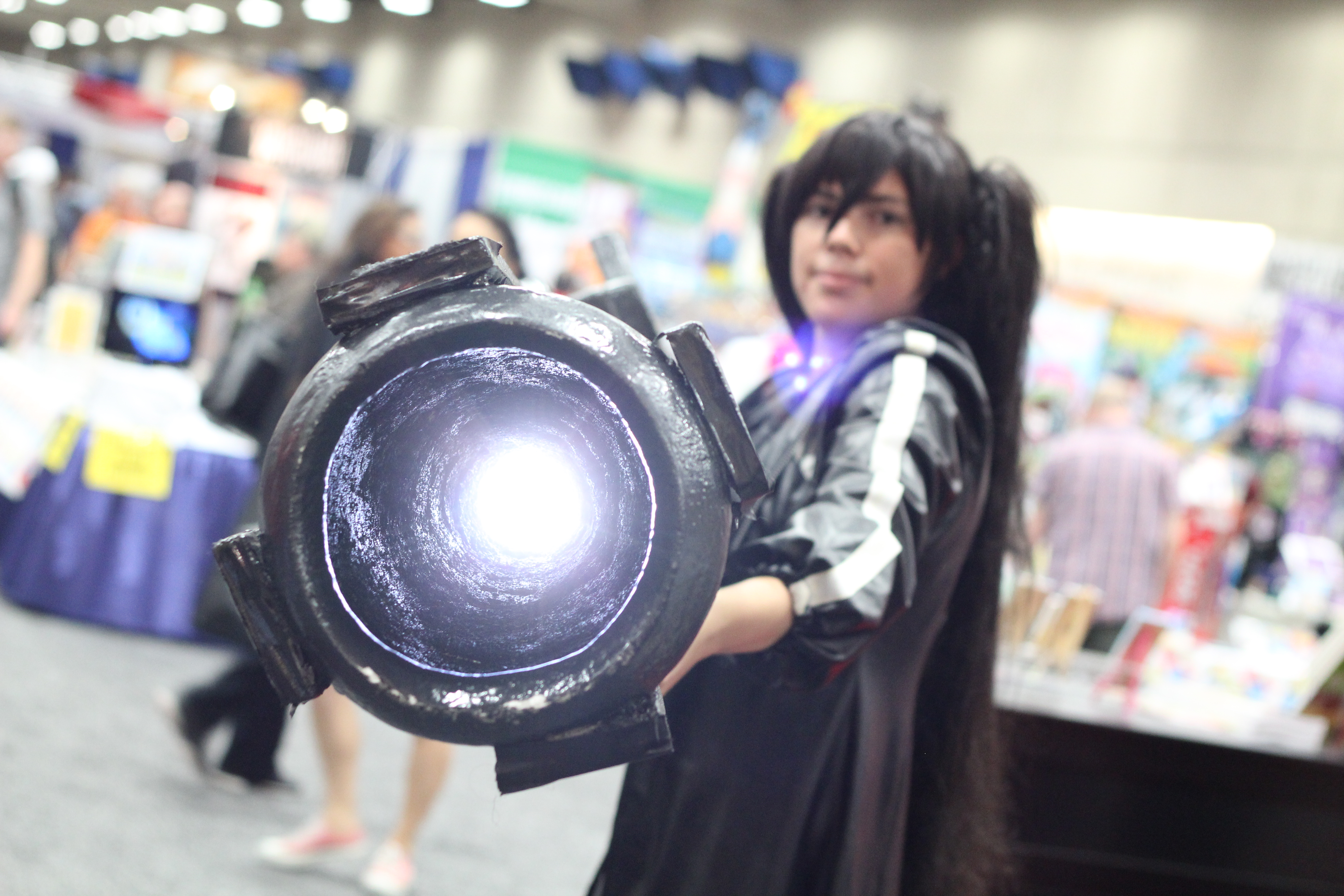
Косплей участника San Diego Comic-Con International 2012 года

Технофэнтези (англ. Technofantasy, Technomancy) — специфический жанр фантастики, поджанр фэнтези, описывающий миры, где технологические достижения соседствуют с проявлениями магии, или где наука и магия трансформируются друг в друга. Джон Клют в The Encyclopedia of Science Fiction использует такое определение технофэнтези: фэнтези с научными или технологическими атрибутами и инструментами, но в отличие от научной фантастики без научного или псевдонаучного обоснования их существования. Термин технофэнтези введён западным фантастоведом Джоном Клютом для конкретизации более широкого понятия научное фэнтези (в России технофэнтези и научное фэнтези выступают в роли синонимов). Отличительной особенностью технофэнтези является то, что техника просто сочетается с несовместимой с ней магией, никакого квазинаучного объяснения этому не даётся. Таким образом, по своей природе технофэнтези лежит ближе к жанру фэнтези. К примеру, Джон Клют в The Encyclopedia of Science Fiction относит к технофэнтези такое классическое произведение научной фантастики, как Франкенштейн, поскольку научным обоснованием в нём служат лишь ссылки на тайные силы электричества и роман, по признанию самой Мэри Шелли, является описанием ночного кошмара. Иногда термин технофэнтези используется как синоним стимпанка, который в данном контексте рассматривается как сказки про альтернативные миры на технологических анахронизмах.

## Наука и волшебство
Взаимодействие науки и волшебства (англ. Science and Sorcery) — распространённый сценарий технофэнтези. Борис Невский в своей статье «Драконы и звездолеты. Разнообразие технофэнтези» выделяет 6 способов взаимодействия технологии и магии, характерных для технофэнтези и, иногда, выделяемых как основные признаки более узких поджанров.
- Магия сосуществует с технологией — простые миры науки и волшебства, где магия и технология сосуществуют друг с другом. В этом случае, как правило, применяется механическое объединение; в ряде произведений (например, «Ожерелье королевы» Терезы Эджертон, «Наковальне мира» Кейдж Бейкер, «Не время для драконов» Ника Перумова и Сергея Лукьяненко и «Войне цветов» Тэда Уильямса) волшебные расы, существа, артефакты и искусство просто сочетаются с паровыми двигателями, огнестрельным оружием и железными дорогами. В одном из вариантов этого направления технофэнтези вымышленный мир опирается на реальную историю, дополненную магией («Кэр Кабалла» Джорджа Генри Смита и «Глаза из серебра» Майкла Стэкпола). И наконец, есть вариант, в котором существует самодостаточный магический мир, где технология существует как данность и даже имеет свою космогонию («Доминионы Ирта» Альфреда Аттанасио и «Остров Отшельничий» Лиланда Экстона Модезитта)[4].
- Магия заменяет технологию — миры, где волшебство подменяет собой науку и технологию. В этом варианте наука может или быть почти везде заменённой волшебством (цикл детективного фэнтези Рэндалла Гаррета о лорде Дарси), либо полностью вытесненной магией (повесть Роберта Хайнлайна «Магия, Инкорпорейтед»). В этом жанре роль, которую в настоящем мире исполняют технические изобретения, играет магия. Например, в романе «Операция „Хаос“» Пола Андерсона вместо электричества используются Огни Святого Эльма от «Дженерал Электрик», а вместо автомобилей — ковры-самолёты «Шевроле»[4].
- Магия противостоит науке — миры, в которых наука и волшебство противостоят друг другу[4], примером подобного произведения может служить роман Роджера Желязны «Джек из Тени», подобное же противостояние описывается и в его дилогии «Подменённый» — «Одержимый магией».
- Киберфэнтези — соединение киберпанка и технофэнтези, получившее название киберфэнтези[4].
- Планетарная фантастика — технофэнтезийная вариация космической оперы. Представителями этого направления являются вымышленный мир «Warhammer 40000», произведения «Обломок войны» Лоуренса Уотта-Эванса, «Звёздный щит« Маргарет Уэйс и Трэйси Хикмена, «Война Тьмы» Глена Кука, «Имперские ведьмы» Святослава Логинова[4], вымышленный мир мультсериала «Воины-скелеты».
- Магия сменяет науку — смесь научной фантастики и фэнтези, действие которой происходит в мире, где (например, в результате катаклизма) наука сменяется магией. Характерным примером является серия рассказов Джека Вэнса «Умирающая Земля» («Dying earth»)[4].

## Технофэнтези в аниме
Поскольку жанр технофэнтези имеет несколько направлений, в разных аниме в этом стиле вымышленный мир описывается по-разному. В некоторых произведениях магия и технология сочетаются друг с другом. Это направление имеет два разных варианта: либо в технологическом мире имеются элементы магического, например сверхъестественные силы у людей (примерами этого варианта являются «Некий магический индекс», «Триплексоголик» и т. д.), либо в магическом мире имеется технология, например оружие или автомобили, дирижабли и т. д. (примеры: «Ходячий замок Хаула», «Ди: охотник на вампиров» и т. д.). Другими направлениями являются: магический мир, где технологии были в прошлом и на момент развертывания произведения забыты (пример: серия игр «Последняя фантазия»), технологический мир, где магия либо считается несуществующей, либо была в прошлом (пример: аниме «Оккультная академия») и два мира, технологический и магический, которые существуют параллельно друг другу, а главные герои переходят из одного в другой с помощью техники или магии (пример: аниме «Стальной алхимик»).